# Antonio Brizzi
Antonio Giovanni Maria Brizzi (* 7. April 1770 in Bologna; † 11. April 1854 in Tegernsee) war ein italienischer Opernsänger (Tenor) und Gesangspädagoge.

## Leben
Antonio Brizzi war ein Schüler des bekannten Tenorsängers Anastasio Masso. Ab 1787 machte er als Tenorist eine bedeutende Karriere an den großen Theatern Italiens. Zu seinen Einsätzen an der Mailänder Scala gehörten u. a. seine Auftritte in der Uraufführung der Oper Clitennestra von Niccolò Antonio Zingarelli (1800) sowie jener von I Baccanali di Roma des italienischen Komponisten Giuseppe Nicolini (1801). Der Tonumfang seiner Tenorstimme mit der Klangfarbe eines hohen Baritons betrug drei Oktaven. Ihm wurde auch eine große Fertigkeit im ausdrucksvollen darstellerischen Vortrag bescheinigt.
1801 kam Brizzi zur Italienischen Oper nach Wien. In München wirkte er an der dortigen Hofoper von 1810 bis 1817 als erster Tenor und war der Liebling des Publikums. Auch seine Tochter Caroline, die als Sopranistin ausgebildet war, trat 1810–1815 in München auf und sang bisweilen gemeinsam mit ihrem Vater. Viel Beifall erntete Brizzi auch auf Konzerten und Gastspielen u. a. in Paris.
1817 wurde Brizzi in München pensioniert, lebte dann abwechselnd in Tegernsee und München und erteilte Gesangsunterricht. Im Juli 1852 erhielt er die ihm von Kaiser Napoleon ausgesetzte, aber von den Bourbonen und Louis-Philippe I. verweigerte Pension unter Napoleon III. wieder ausbezahlt. Am 11. April 1854 verstarb er in Tegernsee.
Sein Sohn Carl Brizzi (1822–1878) wurde ein relativ bekannter Landschaftsmaler, dessen bekanntestes Werk ein Panoramabild von der Ötztaler Kreuzspitze oberhalb von Vent ist, das er 1868 im Auftrag des dortigen Kuraten und Gletscherpfarrers Franz Senn angefertigt hat.